# NGC 4912
NGC 4912 is een niet-bestaand object in het sterrenbeeld Jachthonden. Het hemelobject werd op 24 april 1865 ontdekt door de Ierse astronoom William Parsons.